# HIV 관련 가려움증
HIV 관련 가려움증(HIV-associated pruritus)은 피부의 가려움증의 증상이 나타나는 피부 질환의 일종으로, HIV 감염자의 30%에서 발발하며 T세포의 수가 입방mm 당 400개 이하로 떨어질 때 발생한다.:417